# Georg Hackenschmidt

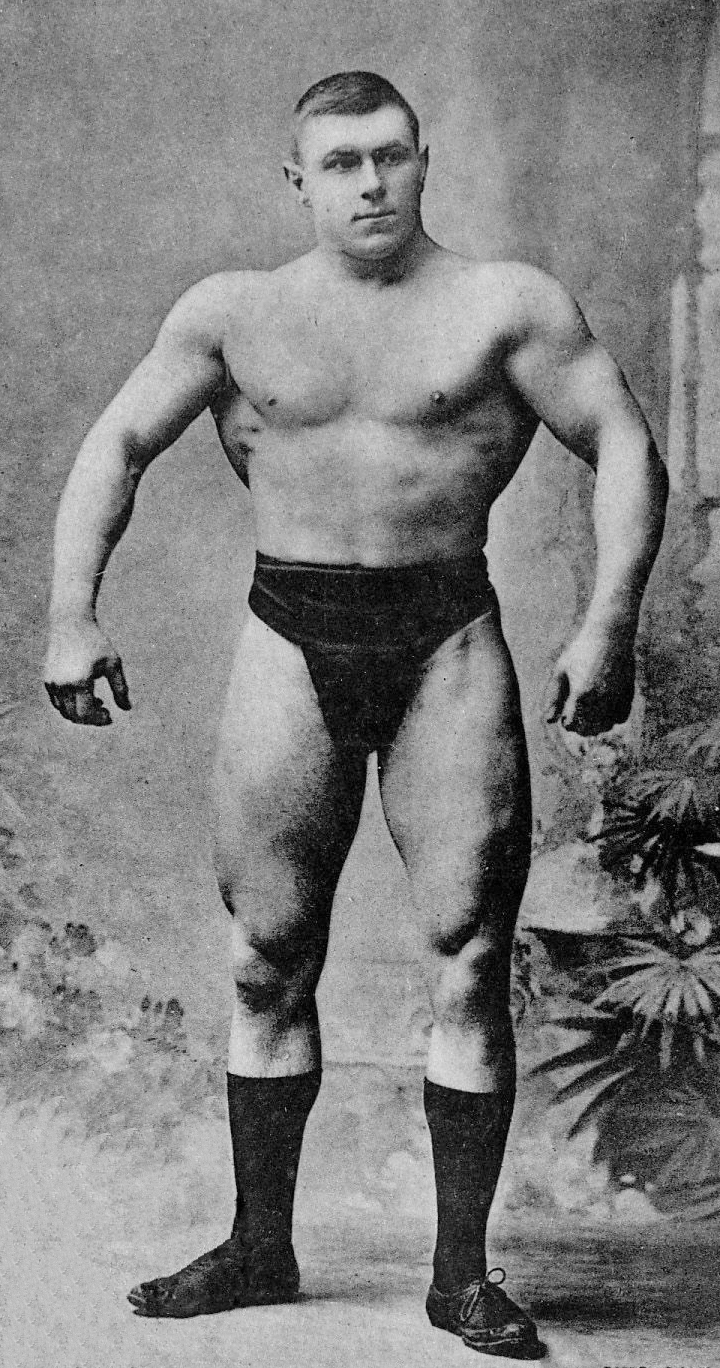
Georg Hackenschmidt cirka 1905.

Georg Karl Julius Hackenschmidt, född 1 augusti 1877 i Tartu, död 19 februari 1968, var en tidig 1900-tals-strongman och professionell wrestlare. Han var den första fristilstungviktsegraren i världen. Hackenschmidt är upphovsman till bänkpressen och till den så kallade ”hacksquat”. Dessutom är han känd som filosof och författare.